# Martín Ruíz
Martín Ruíz (Palermo, Buenos Aires, Argentina; 27 de febrero de 1972- Belgrano, Buenos Aires, Argentina; 6 de agosto de 1991)  fue un actor de televisión y teatro argentino.

## Biografía
Hijo de Nidia Lucía González y Norberto Raúl Ruiz, quienes lo iban a llamar Norberto Martín Ruiz pero su padre bajando las escaleras repitiendo ese nombre le comenzó  a sonar a "versito" entonces cuando lo anotó le agregó Martín. Se crio con su única hermana Claudia Beatriz Ruiz, quien le llevaba cinco años.
Su madre, quien murió en el 2018 tras padecer Mal de Alzheimer fue ama de casa, y su papá fue colectivero y tuvo sus propios colectivos. Su padre fue taxista hasta que empezó a vender y comprar en el garage donde guardaba su taxi. Abrió su propia agencia de compra-venta y permuta de taxis en 1983. En 1986 cerró y abrió en el mismo local un video bar llamado After Eight que fue un boom en ese entonces. Tuvo tres locales de estos : Boedo, Flores y Belgrano.
Hizo el jardín de infantes y la primaria en el colegio Obra Conservación de la Fe de Palermo, mientras que sus estudios secundarios los realizó en el industrial Osvaldo Magnas ubicado en Av Santa Fe. 

## Carrera
En 1983 participó en el elenco juvenil de la tira Señorita maestra, protagonizada por Cristina Lemercier (como la maestra), Jorge Barreiro, Patricia Castell, Stella Maris Closas y Rey Charol. Allí personificó al travieso Adrián Salvatierra. En ese año, paralelamente hizo varias giras teatro con la tira.
Posteriormente hizo varias publicidades. En 1990 intervino en un pequeño papel en la telenovela Una voz en el teléfono  con Raúl Taibo y Carolina Papaleo.

## Tragedia y fallecimiento
Martín Ruíz murió junto a su novia en un terrible accidente de tránsito el 6 de agosto de 1991. Ese día en una estación de servicio Martín quiso esquivar a otro auto en una esquina y chocó contra un árbol sobre avenida Avellaneda. Murieron en el acto. Ruíz tenía 19 años.

## Televisión
- 1990: Una voz en el teléfono.
- 1983: Señorita maestra.

## Teatro
- 1983: Señorita maestra.